# 4. вечити дерби у фудбалу
4. вечити дерби у фудбалу је фудбалска утакмица одиграна на стадиону Авала у Београду 27. априла 1948. године, између Партизана и Црвене звезде.

## Ток утакмице
На утакмицу је дошло око 20.000 гледалаца. После лепе и узбудљиве игре, утакмице се завршила победом Партизана 1 : 0 (1 : 0)
Игра је почела веома бурно и тако се развијала скоро читаво време. Навални играчи оба тима шутирали су често и голмани су имали доста посла, нарочито Шоштарић, који је бранио изванредно добро.
Тим Партизана играо је ефикаснији фудбал са добрим откривањем и покривањем и прецизним додавањем. Нарочито добро играла је халф линија. Атанацковић и Чајковски успешно су разбијали све противничке навале и били неуморни помагачи своје навале.
Једини гол утакмице пао је у друго минуту првог полувремена, а дао га је Језеркић после једног лепог продора и центар шута Михаиловића. Да је на време интервенисао, Ловрић би можда спречио овај гол.
Примљени гол већ у почетку игре није обесхрабио играче Црвене Звезде који су и даље продужили да често наваљују на противнички гол. Међутим, одбрана Партизана била је чврста и на време спречавала да навални играчи Црвене Звезде, који су обично у отсудним моментима оклевали да претворе шутеве у гол. Грешили су много у додавању нарочито Вукосављевић и Томашевић. Једна Митићева лопта погодила је стативу у тренутку када је Шоштарић био изван гола. Неколико јаких шутева Митића и Томашевића Шоштарић је сигурно одбранио.